# Leela James
Leela James (Los Angeles, 2 giugno 1983) è una cantante statunitense.

## Biografia
Originaria di Los Angeles, nel 2004 ha aperto i concerti di Macy Gray e dei Black Eyed Peas. Nello stesso anno ha collaborato con Pete Rock nell'album Soul Survivor II. Appare anche in Genius & Friends, compilation postuma di Ray Charles.
Nel giugno 2005 ha pubblicato il suo album d'esordio per la Warner Bros. Records.
Nel marzo 2009 ha diffuso un album di cover intitolato Let's Do It Again.
Il terzo album, My Soul, è uscito nel maggio 2010. Hanno fatto seguito altri due album nel 2012 e nel 2014.
Nel 2017 il suo singolo Don't Want You Back ha raggiunto la prima posizione della classifica Adult R&B songs di Billboard, diventando il singolo di maggior successo della sua carriera. Nello stesso anno è uscito il suo sesto album Did It for Love.
Nel 2021 pubblica Complicated, primo singolo estratto dall'album See Me. Il singolo raggiunge il terzo posto della classifica Adult R&B nel mese di agosto.

## Discografia
Album studio
- 2005 - A Change Is Gonna Come
- 2009 - Let's Do It Again
- 2010 - My Soul
- 2012 - Loving You More... In the Spirit of Etta James
- 2014 - Fall for You
- 2017 - Did It for Love
- 2021 - See Me